# Aranytemplom (India)
A Harmandír Szahib (gurmukhi: ਹਰਿਮੰਦਰ ਸਾਹਿਬ, az Isteni templom), vagy Darbar Szahib (gumurkhi: ਦਰਬਾਰ ਸਾਹਿਬ, IPA: dəɾbɑɾ sɑhɪb, az Úr udvara) közismert nevén az Aranytemplom a szikh vallás központi temploma (szikh gurdvara, „átjáró”) az India Pandzsáb államában  fekvő Amritszárban. Az ötödik szikh guru, Ardzsan Dév építtette a 16. század végén.  Az 1604-ben, amikor  Guru Ardzsun  összeállította a vallás  szent könyvét, az Ádi Granthot, eredeti példányát ebbe a templomba helyezte el. Márványlépcsőkkel körülvett tó („Amrita”, azaz nektár tó) közepén áll. Népszerű elnevezését a felületét borító arannyal bevont bronzlemezekről  kapta. A templomot többször lerombolták, majd újjáépítették. Legutóbb 1984-ben került a figyelem központjába, amikor az indiai hadsereg szikh terroristák elleni akciójában megrohamozta az épületet. A templomban működik a világ legnagyobb ingyenkonyhája, napi átlagban mintegy  százezer éhező jut itt élelemhez.

## Története
A vallási türelmet hirdető Nagy Akbar mogul sah adományozta a tavat és a tó körüli területet a szikheknek a 16. században.
A szikh történelmi feljegyzések szerint azt a földet, amelyből Amritszár lett és ahol a Harmandir Szahib áll, Amar Dász, a szikh hagyomány harmadik guruja választotta ki, és  akkoriban Da Csakknak hívták. Megkérte tanítványát, Rám Dászt, hogy keressen földet egy új város alapításához, amelynek közponja egy mesterséges medence lenne. 1574-ben, miután Amar Dászt Rám Dász (1534–1581), a negyedik szikh guru  követte,  Rám Dász megalapította a várost, amely "Rámdászpur" néven vált ismertté. Azzal kezdte, hogy Baba Buddha (nem összetévesztendő a buddhizmus Buddhájával) segítségével befejezte a medencét. A tavat, amelynek szigetén fekszik, Rám Dász bővítette ki, ő nevezte el Amrita-tónak, azaz Nektár-tónak. Rám Dász emellé építette új hivatalos központját és otthonát. India más részeiből kereskedőket és kézműveseket hívott meg, hogy telepedjenek le vele együtt az új városban
A tó körül felépült város, Amritszár is a tóról kapta a nevét.  Az őt követő ötödik guru, Ardzsan Dév (1563–1606) 1574-ben lerakta az építmény alapjait a tó közepén. Már az építés során ügyelt arra, hogy az egyébként Észak-Indiában honos építészeti stílustól eltérőt alkosson mint szerkezetében, mind szimbolikájában. Az alapkövet a szikhizmus vallások iránti nyitottságát szemléltetendő  Mian Mír lahori vallási vezető helyezte el.
Többször sor került az épület bővítésére, átépítésére, ez utóbbit a sorozatos támadások során elszenvedett károk tették szükségessé. A 18. században a betörő perzsa  Nádir sah, később Massza Rangar a mogulok szövetségese, majd 1757-ben az Ahmed Sah Abdali vezette afgán hordák  fosztották ki, majd rombolták le. A tavat, hogy megszentségtelenítse, leölt tehenek tetemeivel rakatta tele. 1765-ben sikerült újjáépíteni, ekkor nyerte el már  mai formáját.
A szikhek legendás királya, Randzsit Szingh (1780–1839) a templomot kibővíttette, falait megerősíttette és erős őrséggel látta el a betörések megakadályozására.
1984 júniusában  az indiai kormánycsapatok megrohamozták  az épületet és környezetét, hogy  az ott már két éve  megbúvó, szeparatista Dzsarnail Szingh Bhindranvale vezette   terroristákat elfogja. Az akciónak a hivatalos források szerint több mint ötszáz áldozata volt.

## Jellegzetességei
A fehér márvány úttal szegélyezett tó közepén fekvő komplexum egy szintén fehér márványlapokkal fedett, 60 m hosszú hídon keresztül közelíthető meg. A tulajdonképpeni szentélyt egy tizennyolc kapus, vastag fal veszi körül. Amíg a hagyományos hindu vallási épületeket kisebb emelvényre helyezik, addig az Aranytemplom egy mélyedésben foglal helyet, ezzel is hangsúlyozva, hogy a hívőktől feltétlen alázatot várnak el.  A főbejárat (Darsani Deorhi) egy díszes, boltíves átjárón keresztül közelíthető meg,  rózsafából készült  kapuján idézetek olvashatók az Ádi Granth-ból. A bejárat fölött található a kincstár, amelyet gazdag szikh hívők adományoztak a kegyhely számára, például arany- és drágakőberakásos oszlopokat, legyezőket, kegytárgyakat, ásókat, tőröket, kardokat (például Radzsit Szingh kardja). A tetőterasz közepén arany bangaldárpavilon áll négy csatrival, melynek kupolája fordított lótuszt formáz.
Az épületnek három szintje van, az alsó, gyöngyház és drágakő berakásos (→pietra dura), virágmintákkal díszített fehér márványból készült, a felső emeleteket vastagon aranyozott bronz- és vörösrézlemezek borítják, amelyek felületén a szent könyvből olvashatók idézetek. A tető közepén a tükrökkel borított meditációs szoba található (Sis Mahal), körülötte kisebb kioszkok vannak.   A szent könyv, az Ádi Granth a földszinten egy drágakövekkel gazdagon kirakott trónon fekszik, amelyből a szikh elöljárók folyamatosan felolvasást (Akhand Páth) tartanak. A teljes könyv felolvasása mintegy két napig tart. A könyv jelentősége abban áll, hogy az utolsó, tizedik szikh guru, Gobind Szingh (megh. 1708) elvetette az emberi irányítás szerepétt a vallásban, és a közösség vezetését a könyvre, illetve a testületre  (Panthra) ruházta át.
A templommal szemben az aranyozott hagymakupolás Akal Takht (Szent Székhely, vagy Isteni Trónus) látható, amely valójában a vallás legfőbb spirituális székhelye. Az építményt a hatodik guru, Har Gobind fejezte be 1609-ben. A vallás legfőbb, választott irányító testülete is itt székel. Éjszakára a szent könyvet  idehozzák pihenni, és reggel öt óra előtt viszik vissza az aranytemplomba.
Az épületen az iszlám díszítőművészet keveredik a hindu istenalakok emberábrázolásával. A szikh vallás ugyan monoteista, ennek ellenére ikonográfiákban megjelenik  Siva néhány avatárájának  ábrázolása is.

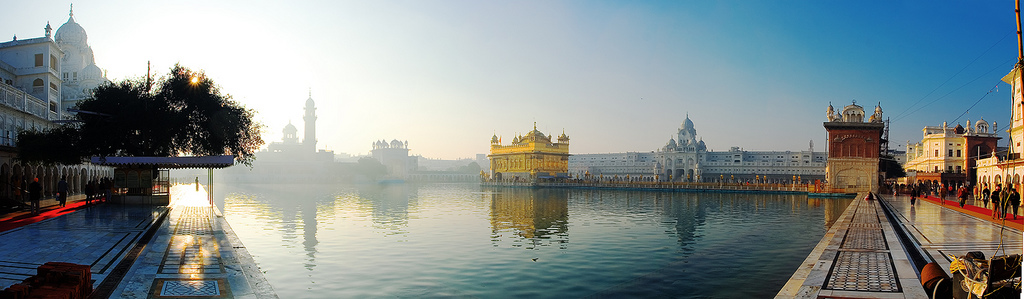

## Jegyzetek

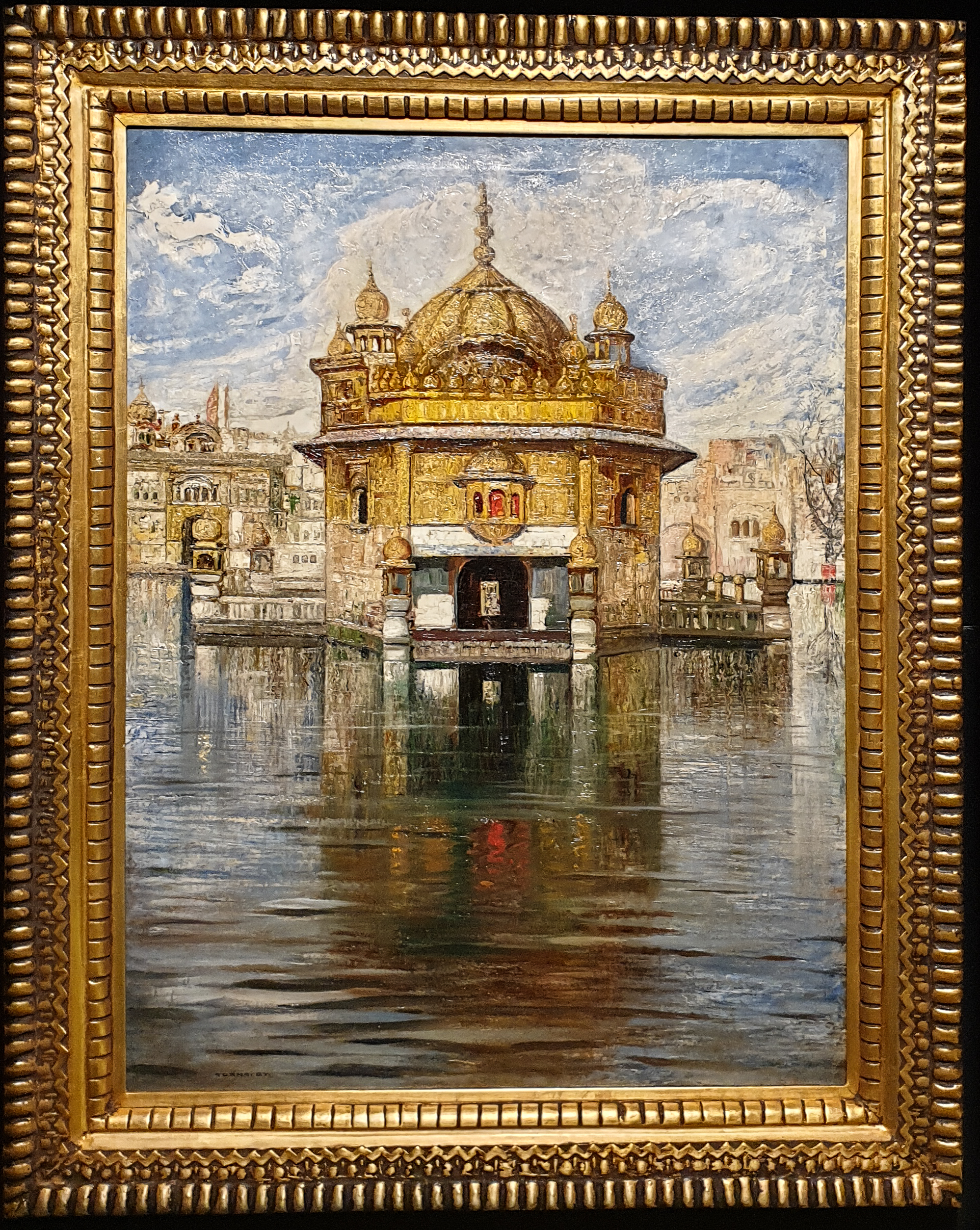
Az Aranytemplom Tornai Gyula festményén